# Reichskommissariat Kaukasus

Carte complète du Reichskommissariat Kaukasus.

Le Reichskommissariat Kaukasus est une administration civile sur les territoires caucasiens de l'URSS devant être conquis par le Reich lors de la guerre à l'Est. Certains de ces territoires ont cependant été conquis, puis occupés par le Reich et ses alliés entre novembre 1941 et mars 1943. 
Durant cette occupation, le ministère de l'Est souhaite, avec le soutien de Hitler, la mise en place d'une administration militaire, prélude à une ultérieure administration civile, préparée par le ministère de l'Est, devant se mettre en place au cours de l'année 1942. Hitler en décide autrement durant l'été. Ainsi il autorise une politique de soutien aux populations caucasiennes : Wilhelm List met en place, à partir de septembre 1942, des gouvernements pour chaque peuple, mais ceux-ci n'ont, dans les faits, aucun pouvoir. 
Les succès du début de l'été 1942 laissent augurer de la prise de contrôle rapide des territoires caucasiens, mais la stratégie soviétique de retrait constant, alliée à un raidissement soviétique sur les premiers contreforts du Caucase, rendent aléatoire la conquête.
Durant les semaines ou les mois d'occupation de ces contrées, les Allemands s'efforcent de se présenter aux yeux des populations autochtones comme les défenseurs de la foi et de la spécificité culturelle des peuples du Caucase, en encourageant une vie culturelle nationale. Certains diplomates du Reich vont jusqu'à proposer l'indépendance, sous protectorat allemand.
Ces projets, déjà mis à mal par les pratiques des unités d'occupation (livraisons forcées de denrées alimentaires, réquisitions de main-d'œuvre) s'écroulent après l'évacuation des territoires concernés après la défaite de Stalingrad en mars 1943.